# Міхал Плучинський
Мі́хал Ю́зеф Плучи́нський (пол. Michał Józef Pluciński); нар. 17 січня 1908, Варшава, Польща, Російська імперія — пом. 2 березня 1978, Варшава, Польща) — польський актор театру, кіно та телебачення.

## Біографія
Міхал Юзеф Плучинський народився 17 січня 1908 року у Варшаві в сім'ї Владислава і Наталії Плучинських. На театральній сцені дебютував у 1926 році, потім виступав у театрах Лодзя, Плоцька, Познані, Влоцлавека, Варшави. За час своєї акторської виконував як головні, так і ролі другого плану. Зіграв, зокрема, Генріха IV у постановці «Живої маски» за Л. Піранделло в Театрі Народови у Варшаві (1958).
У 1941 році Плучинський знявся в нацистському пропагандистському антипольському фільмі «Повернення додому» (реж. Густав Учицкі), за що був підданий командуванням польського підпіллям інфамії. Потім він працював на заводі під Любліном, після чого, у 1944 році, був відправлений на роботу до Німеччини. Після повернення на батьківщину Плучинського було виключено з Товариства польських акторів (пол. Stowarzyszenie Polskich Artystów Teatru, Filmu, Radia i Telewizji, ZASP), після чого до 1948 року він працював у польському кіно інспектором. Наприкінці 1948 року на процесі у Варшаві проти акторів, що брали участь у фільмі «Повернення додому» Плучинського було засуджено до 5 років позбавлення волі.
У 1953 році Міхал Плучинський повернувся на театральну сцену та продовжував грати у театрах в Каліші (до 1955), Познані (1955—1957), Театрі Народови у Варшаві (1957—1975) та Театрі на Волі (1976—1978).

## Фільмографія (вибіркова)
| Рік  |    | Українська назва    | Оригінальна назва   | Роль                          |
| ---- | -- | ------------------- | ------------------- | ----------------------------- |
| 1941 | ф  | Повернення додому   | Heimkehr            |                               |
| 1960 | ф  | Хрестоносці         | Krzyzacy            | єпископ                       |
| 1963 | ф  | Дійсно учора        | Naprawde wczoraj    | чоловік Єви                   |
| 1967 | тф | Батько              | Ojciec              | Ліповський, батько Зеннобіуша |
| 1969 | с  | Гнєвко, син рибалки | Gniewko, syn rybaka |                               |
| 1970 | ф  | Нюрнберзький епілог | Epilog norymberski  |                               |
| 1975 | ф  | Казимеж Великий     | Kazimierz Wielki    | Жан Люксембурзький            |
| 1977 | с  | Лялька              | Lalka               | Wokulski's father             |